# Episodi di Ritorno a Brideshead
Questa voce contiene trame, dettagli e crediti dei registi e degli sceneggiatori dell'unica stagione della serie televisiva Ritorno a Brideshead
Nel Regno Unito, la serie andò in onda dal 12 ottobre al 22 dicembre 1981 sul canale ITV. In Italia, fu trasmessa da Raidue dal 17 gennaio al 28 marzo 1983.
| nº | Titolo originale            | Titolo italiano           | Prima TV UK      | Prima TV Italia  |
| -- | --------------------------- | ------------------------- | ---------------- | ---------------- |
| 1  | Et in Arcadia Ego           | Et in Arcadia Ego         | 12 ottobre 1981  | 17 gennaio 1983  |
| 2  | Home and Abroad             | In patria e all'estero    | 20 ottobre 1981  | 24 gennaio 1983  |
| 3  | The Bleak Light of Day      | La tetra luce del giorno  | 27 ottobre 1981  | 31 gennaio 1983  |
| 4  | Sebastian Against the World | Sebastian contro il mondo | 3 novembre 1981  | 7 febbraio 1983  |
| 5  | A Blow Upon a Bruise        | Il sale nella ferita      | 10 novembre 1981 | 14 febbraio 1983 |
| 6  | Julia                       | Julia                     | 17 novembre 1981 | 21 febbraio 1983 |
| 7  | The Unseen Hook             | La trappola               | 24 novembre 1981 | 28 febbraio 1983 |
| 8  | Brideshead Deserted         | Fuga da Brideshead        | 1º dicembre 1981 | 7 marzo 1983     |
| 9  | Orphans of the Storm        | Orfani della tempesta     | 8 dicembre 1981  | 14 marzo 1983    |
| 10 | A Twitch Upon the Thread    | Uno strattone alla lenza  | 15 dicembre 1981 | 21 marzo 1983    |
| 11 | Brideshead Revisited        | Ritorno a Brideshead      | 22 dicembre 1981 | 28 marzo 1983    |